# Morteza Sharifi
Morteza Sharifi (Língua persa: مرتضی شریفی, Úrmia, 27 de maio de 1999) é um jogador de voleibol indoor iraniano que atua na posição de ponteiro.

## Carreira
Começou a praticar voleibol aos 10 anos de idade. Começou a atuar profissionalmente pelo Urmia Municipality VC em 2016. No ano seguinte transferiu-se para o Shams Mazandaran VC, ainda no campeonato iraniano. Em 2018 fez sua estreia internacional após ser contratado pelo Calzedonia Verona para disputar o campeonato italiano.
Em 2019 o levantador se mudou para a Turquia para competir o campeonato turco pelo Bursa Büyükşehir Belediyespor, mas não renovou seu contrato com o clube para a temporada seguinte e voltou ao voleibol iraniano para competir pelo Urmia Municipality VC novamente, mas terminou a temporada no voleibol turco após fechar com o Haliliye Belediye Spor.
Em 2021 o levantador trocou de clube novamente, porém permanecendo em solo turco, defendeu as cores do Spor Toto Spor Kulübü. No ano seguinte, o atleta iraniano fechou contrato para atuar a temporada 2022-23 pelo Galatasaray HDI Istanbul.

### Seleção
Sharifi conquistou dois títulos mundiais na categoria de base pela seleção iraniana, em 2017 pelo sub-19 e em 2019 pelo sub-21, onde conquistou o título de melhor ponteiro do campeonato.
Em 2021 disputou os Jogos Olímpicos de Tóquio, onde terminou na 9ª posição.